# Minamoto no Yorimitsu
Minamoto no Yorimitsu (源頼光) (944-1021), també conegut com a Minamoto no Raiko, va servir als regents del clan Fujiwara junt amb el seu germà Yorinobu prenent les mesures violents que els mateixos Fujiwara no podien prendre. És un dels primers Minamoto de rellevància històrica per les seves gestes militars, i és conegut per reprimir els bandits d'Oeyama.

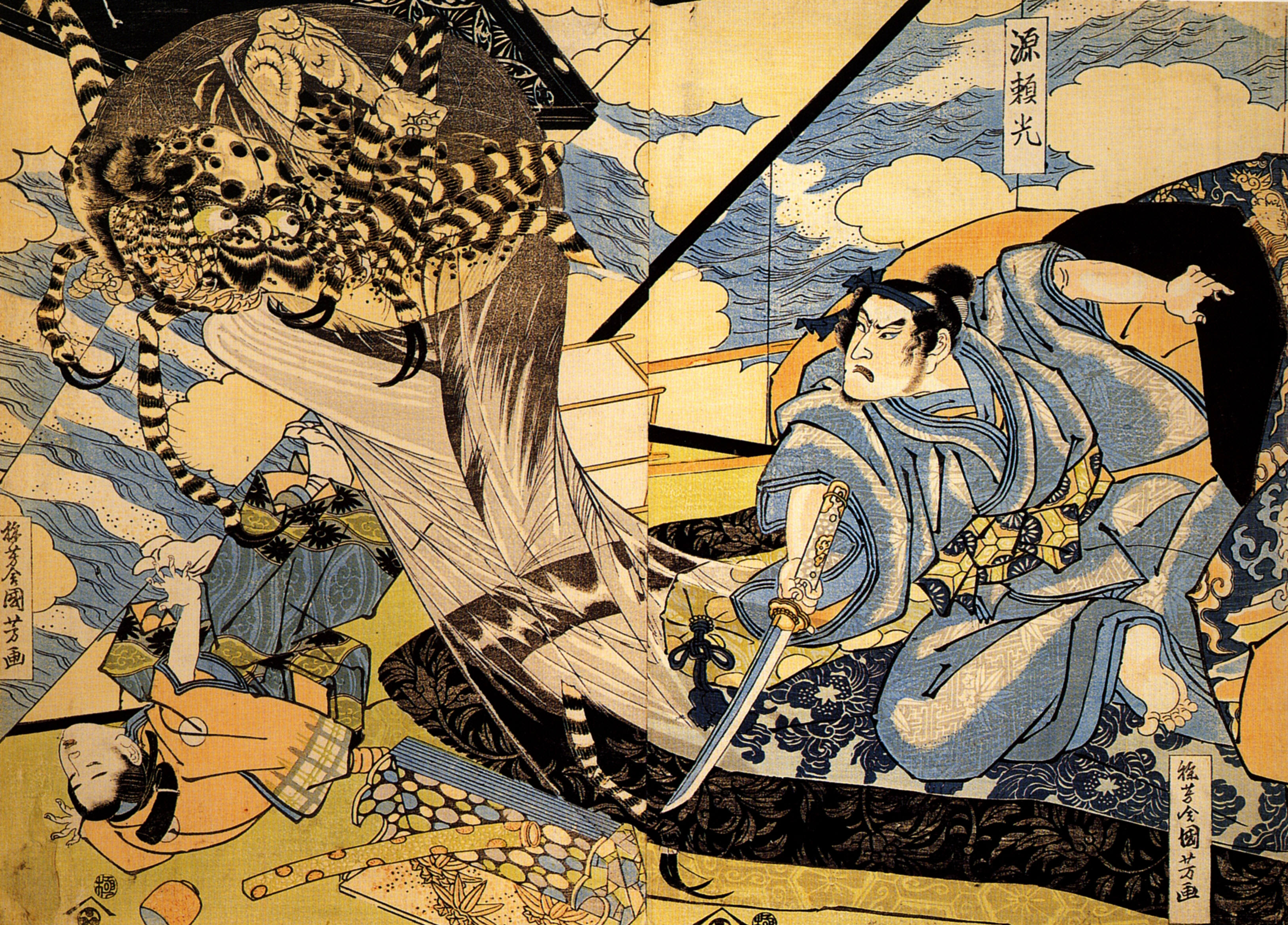
Minamoto Yorimitsu lluita amb Tsuchi-gumo; xilografia d'Utagawa Kuniyoshi

Els seus lleials serveis li van valdre la governació de la província d'Izu, la de Kozuke i la d'unes quantes més, així com altres alts càrrecs del govern. Yorimitsu va servir com a comandant d'un regiment de la Guàrdia Imperial i com a secretari del Ministeri de la Guerra. Quan va morir el seu pare Minamoto no Mitsunaka, va heretar la província de Settsu.
Yorimitsu va aparèixer en una varietat de llegendes i contes, incloent entre altres la llegenda de Kintaro (El noi d'or), la llegenda de Shuten Dōji i la llegenda de Tsuchigumo.
Normalment Raiko va acompanyat dels seus quatre criats llegendaris, coneguts com els Shiten-no (Els quatre reis guardians). Eren Watanabe no Tsuna, Sakata no Kintoki, Urabe no Suetake i Usui Sadamitsu.

## Raiko a la cultura popular
- El festival Karatsu Kunchi de Karatsu, prefectura de Saga, llueix una gran carrossa inspirada en el casc de Minamoto, que és parcialment devorada per l'oni Shuten Douji.

- En el joc de cartes Yu-Gi-Oh! hi ha una carta anomenada Raikou, el caçador del senyor de la llum.

- Hi ha un Pokémon anomenat Raikou, el pokémon tro.